# Adrian Ilie
Adrian Bucurel Ilie (Craiova, Rumania, 24 de abril de 1974) es un exfutbolista rumano. Jugaba de delantero y fue internacional con la selección rumana.
Es el hermano mayor del también futbolista Sabin Ilie.

## Selección nacional
Fue internacional con la selección de fútbol de Rumania en 55 partidos, marcando 13 goles. Disputó la Copa Mundial de Fútbol de 1998 en Francia, donde su selección llegó a octavos de final y anotó el gol de la victoria frente a Colombia 1-0 en fase de grupos. Jugó la Eurocopa 2000 donde llegó hasta cuartos de final.

### Participaciones en Copas del Mundo
| Mundial                        | Sede    | Resultado        | Goles |
| ------------------------------ | ------- | ---------------- | ----- |
| Copa Mundial de Fútbol de 1998 | Francia | Octavos de final | 1     |

### Participaciones en Eurocopa
| Eurocopa      | Sede                   | Resultado        | Goles |
| ------------- | ---------------------- | ---------------- | ----- |
| Eurocopa 2000 | Bélgica y Países Bajos | Cuartos de final | 0     |

## Clubes
| Club                  | País    | Periodo |
| --------------------- | ------- | ------- |
| Electroputere Craiova | Rumania | 1991-93 |
| Steaua Bucarest       | Rumania | 1993-96 |
| Galatasaray           | Turquía | 1996-98 |
| Valencia CF           | España  | 1998-02 |
| Deportivo Alavés      | España  | 2002-03 |
| Besiktas JK           | Turquía | 2003-04 |
| FC Zúrich             | Suiza   | 2004-05 |

## Palmarés

### Campeonatos nacionales
| Título               | Club            | País    | Año  |
| -------------------- | --------------- | ------- | ---- |
| Liga de Rumania      | Steaua Bucarest | Rumania | 1994 |
| Supercopa de Rumanía | Steaua Bucarest | Rumania | 1994 |
| Liga de Rumania      | Steaua Bucarest | Rumania | 1995 |
| Supercopa de Rumanía | Steaua Bucarest | Rumania | 1995 |
| Liga de Rumania      | Steaua Bucarest | Rumania | 1996 |
| Copa de Rumania      | Steaua Bucarest | Rumania | 1996 |
| Superliga de Turquía | Galatasaray     | Turquía | 1997 |
| Supercopa de Turquía | Galatasaray     | Turquía | 1997 |
| Superliga de Turquía | Galatasaray     | Turquía | 1998 |
| Copa del Rey         | Valencia CF     | España  | 1999 |
| Supercopa de España  | Valencia CF     | España  | 1999 |
| Primera División     | Valencia CF     | España  | 2002 |
| Copa Suiza           | FC Zúrich       | Suiza   | 2005 |

### Campeonatos internacionales
| Título              | Club        | País   | Año  |
| ------------------- | ----------- | ------ | ---- |
| Copa Intertoto UEFA | Valencia CF | España | 1998 |

### Distinciones individuales
| Distinción                | Año  |
| ------------------------- | ---- |
| Futbolista Rumano del año | 1998 |